# Матюнин, Михаил Григорьевич
Михаил Григорьевич Матюнин (1922—1964) — Гвардии старший сержант Советской Армии, участник Великой Отечественной войны, Герой Советского Союза (1944).

## Биография
Михаил Матюнин родился 24 сентября 1922 года в деревне Боярщина Нижняя (ныне — Духовщинский район Смоленской области). С 1929 года жил в селе Буготак Тогучинского района Новосибирской области, где окончил восемь классов школы и курсы учителей. Работал учителем. В июне 1941 года Матюнин был призван на службу в Рабоче-крестьянскую Красную Армию. С января 1942 года — на фронтах Великой Отечественной войны. В боях был пять раз ранен, три из них — тяжело, ещё один раз был контужен.
К февралю 1944 года гвардии старший сержант Михаил Матюнин командовал пулемётным отделением моторизованного батальона автоматчиков 11-й отдельной гвардейской танковой бригады 2-й танковой армии 2-го Украинского фронта. Отличился во время Корсунь-Шевченковской операции. 24 февраля 1944 года отделение Матюнина одним из первых на броне ворвалось в село Рыжановка Звенигородского района Черкасской области Украинской ССР и приняло активное участие в его освобождении. В том бою Матюнин уничтожил большое количество солдат и офицеров противника. В марте 1944 года отделение Матюнина переправилось через реку Горный Тикич в районе села Буки Маньковского района той же области и уничтожило более 250 солдат и офицеров противника, ещё 60 — взяло в плен. Всего же за два с половиной месяца отделение Матюнина уничтожило 12 пулемётов, 5 автомашин, около 45 повозок и большое количество солдат и офицеров противника.
Указом Президиума Верховного Совета СССР от 13 сентября 1944 года за «образцовое выполнение боевых заданий командования на фронте борьбы с немецкими захватчиками и проявленные при этом мужество и героизм» гвардии старший сержант Михаил Матюнин был удостоен высокого звания Героя Советского Союза с вручением ордена Ленина и медали «Золотая Звезда» за номером 4564.
В 1946 году Матюнин был демобилизован. Проживал и работал сначала в городе Купино Новосибирской области, затем в станице Динской Краснодарского края. Трагически погиб 26 декабря 1964 года, похоронен в Динской.
Был также награждён орденами Красной Звезды и Славы 3-й степени, рядом медалей.